# Emirat Gumel

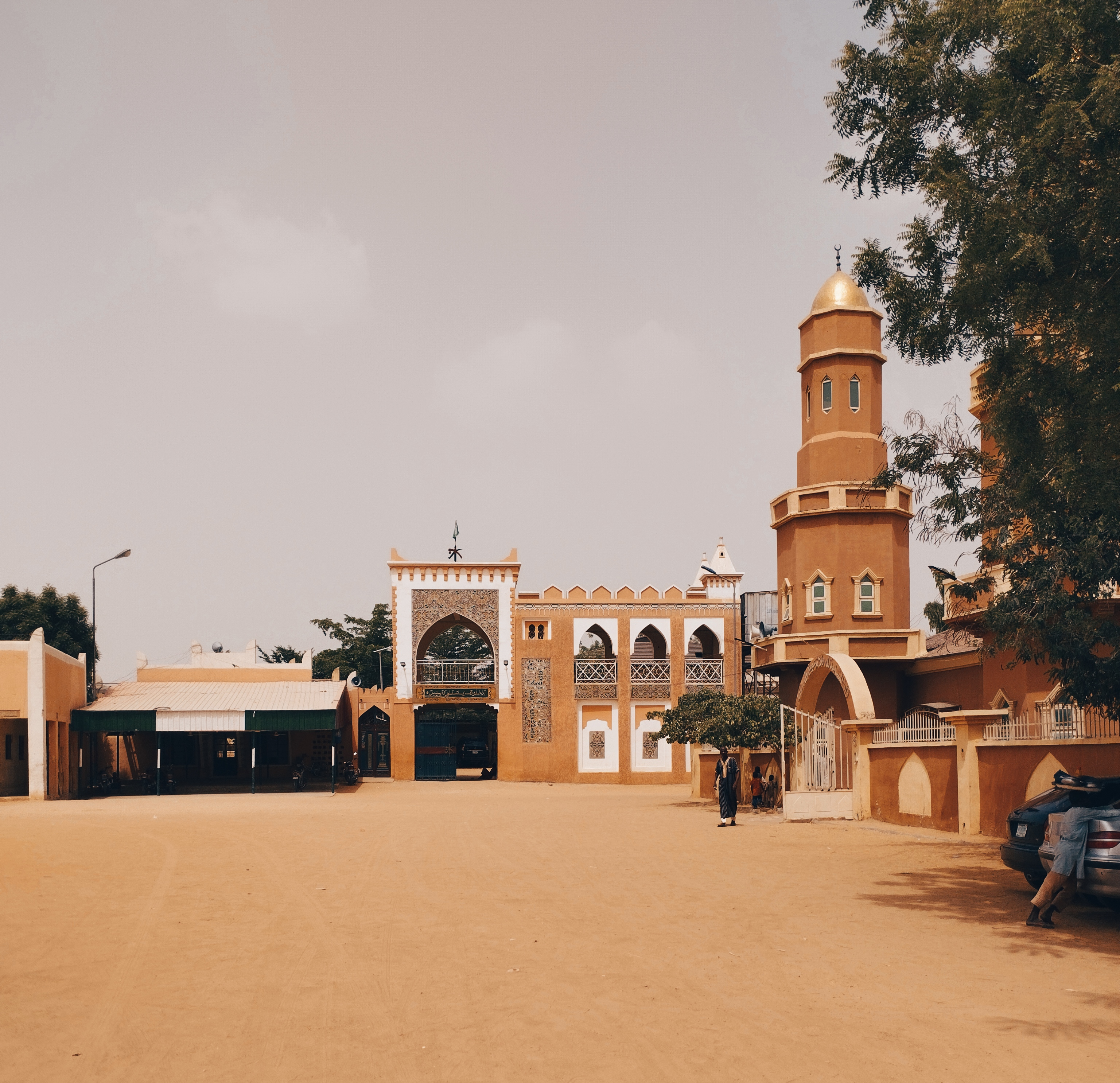
Emirspalast und Freitagsmoschee in Gumel (2022)

Das Emirat Gumel, auch Emirat Gummel, ist ein Emirat im Bundesstaat Jigawa in Nigeria. Seine Hauptstadt ist Gumel.

## Sitz
Der Sitz des Emirats ist der Emirspalast (Emir’s Palace) in Gumel. Abgesehen von Mitgliedern der Herrscherfamilie und den Würdenträgern des Hofes, die in ihrer Gesamtheit auch als Majlis bezeichnet werden, darf der Palast nur auf Einladung des Emirs betreten werden.

## Geschichte

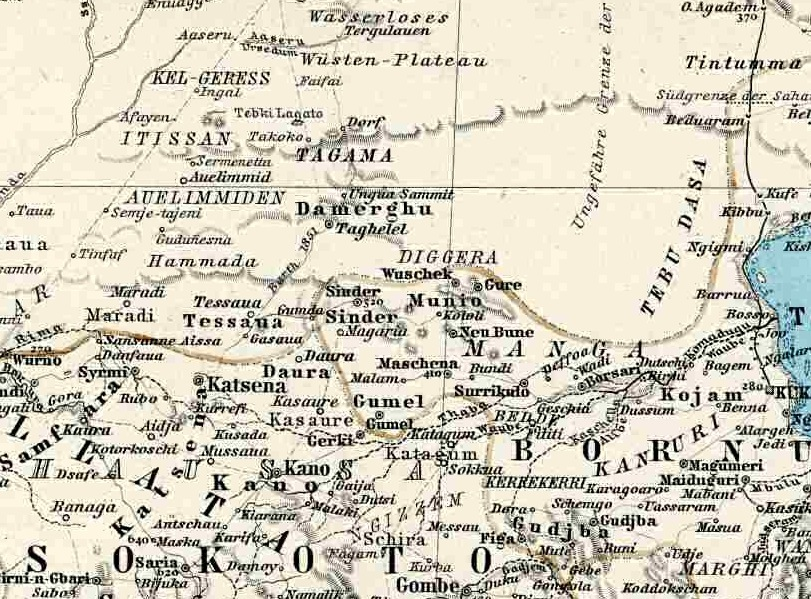
Gumel und Umgebung auf einem Kartenausschnitt aus Stielers Hand-Atlas (1891)

Das Emirat wurde 1749 von einem aus Kano stammenden Mann namens Dan Juma I. dan Musa und seinen Anhängern von der ethnischen Gruppe der Manga (Mangawa) gegründet. Die Hauptstadt war zunächst Tumbi im Gebiet der späteren Republik Niger. Der erste Emir Dan Juma I. dan Musa starb 1754. Bald danach wurde das Emirat ein Vasallenstaat des Reichs Bornu.
Es überstand Anfang des 19. Jahrhunderts den Dschihad der Fulbe unter Usman dan Fodio und wurde nie dem Kalifat von Sokoto angeschlossen. Ab 1828 war es in lange Kriege mit den Herrschaftsgebieten von Hadejia, Kano und Zinder verwickelt. Die Hauptstadt wurde 1845 von Tumbi nach Gumel verlegt. Der Emir Abd Allahi dan Muhamman Dan Tanoma starb 1872 in einer Schlacht gegen Hadeija, womit der Krieg zwischen Gumel und Haideija endete. Aus Zinder kam es noch bis zum Beginn der Kolonialherrschaft zu Überfällen mit dem Ziel, Bewohner für den Sklavenhandel zu entführen. Diese trugen zum Bevölkerungsrückgang im Emirat Gumel bei.
Der Emir Ahmadu dan Abi Bakar anerkannte 1903 die britische Kolonialherrschaft über sein Land. Das Emirat Gumel wurde Teil der Provinz Kano. Ab 1976 gehörte es zum Bundesstaat Kano und seit 1991 zum Bundesstaat Jigawa.

## Liste der Emire von Gumel
| Name                                               | Regierungszeit | Anmerkungen           |
| -------------------------------------------------- | -------------- | --------------------- |
| Dan Juma I. dan Musa                               | 1749–1754      |                       |
| Adamu Karro dan Digadiga Karro                     | 1754–1760      | gestorben 1760        |
| Dan Juma II. dan Digadiga Karro                    | 1760–1777      |                       |
| Maikota dan Adam Karro                             | 1777–1804      | gestorben 1804        |
| Kalgo dan Maikota                                  | 1804–1811      | gestorben 1811        |
| Dan Auwa dan Maikota                               | 1811–1828      | gestorben 1828        |
| Muhamman Dan Tanoma dan Maikota                    | 1828–1851      | gestorben 1851        |
| Ceri dan Muhamman Dan Tanoma                       | 1851–1853      | erste Regierungszeit  |
| Muhamman Atu dan Dan Auwa                          | 1853–1855      |                       |
| Ceri dan Muhamman Dan Tanoma                       | 1855–1861      | zweite Regierungszeit |
| Abd Allahi dan Muhamman Dan Tanoma                 | 1861–1872      | gestorben 1872        |
| Abu Bakar dan Muhamman Dan Tanoma                  | 1872–1896      | gestorben 1896        |
| Ahmadu dan Abi Bakar                               | 1896–1915      |                       |
| Muhamman na Kota dan Ahmadu                        | 1915–1944      | gestorben 1944        |
| Maina Muhammad Sani II. dan Muhamman na Kota       | 1944–1981      | geboren 1912          |
| Ahmad Muhammad Sani II. dan Maina Muhammad Sani II | seit 1981      |                       |